# Mossegada creuada
La mossegada creuada dental és una forma de maloclusió en la qual una (o més d'una) dent té una posició més vestibular o més lingual (és a dir, la dent és o més propera a la galta o a la llengua) que la seva dent antagonista de l'arc dental oposat, superior o inferior. En altres paraules, la mossegada creuada és una mala alineació dels arcs dentals.

## Mossegada creuada anterior
Una mossegada creuada anterior es pot anomenar overjet' negatiu i és típica de les relacions esquelètiques de classe III (prognatisme).

### Denticions principals/mixtes
Una mossegada creuada anterior en un infant en dentició temporal o en dentició mixta pot ser a causa d'un mal alineament dental o un mal alineament esquelètic. Les causes dentals poden ser degudes al desplaçament d'una o dues dents, mentre que les causes esquelètiques impliquen bé una hiperplàsia mandibular, bé una hipoplàsia maxil·lar, o bé la combinació d'ambdues.

### Maloclusió dental
Una maloclusió anterior a causa del component dental implica el desplaçament dels incisius centrals o dels laterals maxil·lars linguals cap a les seves posicions d'erupció originals. Això pot ser a causa d'una erupció tardana de les dents primàries, que condueix a que les dents permanents es moguin lingualment cap als seus predecessors principals. Aquest fet pot provocar una maloclusió anterior, en la qual, en mossegar, les dents superiors estiguin per darrere de les dents inferiors davanteres, fet que pot implicar algunes o totes les incisives frontals. En aquest tipus de maloclusió, les proporcions del maxil·lar i la mandíbula són correctes entre si i amb relació a la base del crani. Un altre fet que pot provocar la maloclusió dental és l'apinyament a l'arc maxil·lar. Les dents permanents tendeixen a erupcionar lingualment fins a les dents primàries en presència d'apinyament. Els efectes secundaris causats per la maloclusió dental poden augmentar recessió bucal i augmentar les probabilitats d'inflamació d'aquesta zona. Una altra manera de referir-se a la maloclusió anterior causada per interferències dentals és Pseudo de Classe III.

### Maloclusió d'una sola dent
La maloclusió d'una sola dent pot ser causada per la falta d'erupció d'una dent primària en el moment oportú, fet que provoca que la dent permanent erupcioni en un patró d'erupció diferent, que sigui lingual fins a la dent primària. Les maloclusions d'una sola dent, sovint poden corregir-se mitjançant l'ús d'aparells que funcionen amb un moll que s'activa amb el dit. Aquest tipus de molls poden formar part d'un aparell amovible el qual el pacient usa cada dia per a corregir la posició de la dent.

### Mossegada creuada esquelètica
Una maloclusió anterior d'origen esquelètic implicarà un maxil·lar deficient i una mandíbula més hiperplàsica o més gran del que és normal. Les persones amb aquest tipus de maloclusió acostumen a presentar una compensació a nivell dental, la qual implica incisius maxil·lars proclinats i incisius mandibulars retroclinats. Es pot fer un diagnòstic adequat si una persona mossega la seva relació cèntrica i mostrarà incisius mandibulars davant dels incisius maxil·lars, cosa que mostrarà la discrepància esquelètica entre les dues mandíbules.

## Maloclusió posterior
Bjork va definir la maloclusió com una maloclusió on les cúspides bucals canines, premolars i molars de les dents superiors s'oclouen lingualment a les cúspides bucals canines, premolars i molars de les dents inferiors. La maloclusió posterior sovint està correlacionada amb un maxil·lar estret i un arc dental superior estret. Una maloclusió posterior pot ser unilateral, bilateral, d'una dent o una maloclusió d'un segment sencer. Segons els estudis, avui en dia, entre un 7 i un 23% de la població té una mossegada creuada posterior. El tipus més comú de maloclusió posterior és la maloclusió unilateral, la qual correspon al 80%-97% dels casos de maloclusió posteriors. Les maloclusions posteriors també es produeixen més sovint en dentició primària i mixta. Aquest tipus de maloclusió acostuma a presentar-se amb un desplaçament funcional de la mandíbula cap al costat de la maloclusió. La maloclusió posterior pot ser deguda a anomalies esquelètiques, dentals i/o funcionals. Una de les raons comunes per la que trobem una maloclusió posterior és la diferència de mida entre el maxil·lar i la mandíbula, essent el maxil·lar més petit que la mandíbula. La maloclusió posterior, pot ser causada per:
- L'obstrucció de les vies aèries superiors on les persones amb cares adenoides que tenen problemes per respirar pel nas. Tenen una maloclusió de mossegada oberta i presenten un desenvolupament de maloclusió posterior.[11]
- Hàbits prolongats de dígits o lactants que poden provocar la constricció del maxil·lar posteriorment[12]
- Ús prolongat del xumet (més de 4 anys)[12]

### Maloclusió posterior unilateral
La maloclusió unilateral implica només un costat de l'arc. La causa més comuna de maloclusió unilateral és un arc dental maxil·lar estret. Això pot passar a causa d'hàbits com la xupar-se el dit, l'ús prolongat de xumet o l'obstrucció de les vies respiratòries superiors. A causa de la discrepància entre l'arc maxil·lar i l'arc mandibular, la guia neuromuscular de la mandíbula fa que la mandíbula es desplaci cap al costat de la maloclusió. Això també es coneix com a desplaçament mandibular funcional. Aquest desplaçament pot esdevenir estructural, si no es tracta durant el creixement, donant lloc a asimetries esquelètiques. Les maloclusions unilaterals poden manifestar-se en els nens de les següents maneres:
- Desviació de línia mitja inferior[14] cap al costat de la maloclusió
- Relacions de subdivisió de classe II
- Trastorns temporomandibulars[15]

## Tractament
Un infant amb una maloclusió posterior hauria de ser tractat immediatament si l'infant desplaça la mandíbula al tancar-la, la qual sovint es manifesta en una maloclusió unilateral, com s'ha esmentat anteriorment. La millor edat per a tractar un infant amb maloclusió és en la seva dentició mixta, quan les seves sutures palatals encara no s'han fusionat entre si. L'expansió del paladar permet més espai a l'arc per a alleujar l'apinyament i per a corregir la maloclusió posterior. La correcció pot incloure qualsevol tipus d'expansors palatals que expandeixin el paladar, d'aquesta manera es resol l'estreta constricció del maxil·lar. Hi ha diverses teràpies per a corregir una maloclusió posterior: brackets, ressorts en forma de 'Z' o cantilever, Quad-hèlix, plaques amovibles, alineadors transparents, o la màscara facial de Delaire. La teràpia correcta ha de ser decidida per l'ortodontista depenent del tipus i la gravetat de la maloclusió.
Una de les claus en el diagnòstic de la maloclusió posterior a causa de causes esquelètiques vs causes dentals és el diagnòstic d'un canvi CR-CO en un pacient. Un adolescent que presenta una maloclusió anterior pot ser que estigui posicionant la seva mandíbula cap endavant en una oclusió cèntrica (OC), a causa de les interferències dentals. Així doncs, trobar la seva oclusió en Relació cèntrica (RC) és clau en el diagnòstic. Per a la maloclusió anterior, si el CO coincideix amb l'RC, llavors el pacient té un component esquelètic a la maloclusió. Si la RC mostra una maloclusió de Classe III menys severa o dents amb una absència de maloclusió anterior, això pot significar que la maloclusió anterior sigui causada per interferències dentals. L'objectiu de tractar les maloclusions unilaterals hauria d'incloure l'eliminació total de les interferències oclusals i l'eliminació del desplaçament funcional. El tractament precoç de les maloclusions posteriors pot ajudar a prevenir l'aparició d'una patologia de l'articulació temporalandibular (ATM). Les maloclusions unilaterals també es poden diagnosticar i tractar mitjançant l'ús d'una fèrula de desprogramació. Aquesta fèrula té una superfície oclusal plana, que fa que els músculs es desprogramin i estableixin noves engrames sensorials. Al retirar-se la fèrula, és possible diagnosticar una mossegada de relació cèntrica apropiada.

### Correcció automàtica
La literatura afirma que molt poques maloclusions tendeixen a corregir-se automàticament, fet que sovint justifica l'enfocament del tractament de corregir aquestes maloclusions tan aviat com sigui possible. Només entre un 0 i un 9% de les maloclusions es corregeixen soles. Lindner et al. van exposar que un 50% de les maloclusions es van corregir en setanta-sis infants de quatre anys.